# Roussette (chiroptère)
Pour les articles homonymes, voir Roussette.
Taxons concernés
Dans la famille des Pteropodidae,

dans les genres suivants :
- Acerodon
- Eidolon'
- Myonycteris
- Pteropus
- Rousettus
- etc.modifier

Roussette est un nom vernaculaire ambigu en français, pouvant désigner plusieurs espèces différentes de chauves-souris frugivores, plus précisément parmi les Ptéropodidés (c'est notamment le cas des espèces des genres Acerodon, Pteropus et Rousettus). Par leurs déjections, elles enrichissent les sols autour des arbres où elles se reposent, et disséminent les graines des fruits qu'elles consomment. 

## Histoire et étymologie
Le terme vient de russet (« roussâtre »), un diminutif de « roux ».
Il faut attendre le XVIIIe siècle, en 1765, pour que le terme « roussette » désigne une chauve-souris dans les dictionnaires français, en plus de poissons (les chiens de mer) ou d'un oiseau (la fauvette des bois). 
Dans le Dictionnaire de l'Académie française, ce terme est mentionné à partir de la cinquième édition (1798) qui la définit comme un simple synonyme des espèces de chauves-souris appelées « rougette ». La sixième édition (1832-1835) précise leur grande taille et leur localisation « aux Indes orientales et dans les îles d'Afrique ».
Le Trésor de la langue française informatisé (TLFi) donne une définition plus complète, précisant que la roussette est « de couleur rousse, nocturne et frugivore », tout en la localisant plutôt en « Asie du Sud et en Océanie », définition qui diverge peu de celle du dictionnaire français Larousse, mais qui la localise plus largement dans les « régions tropicales de l'Ancien Monde » .
Toutefois le Dictionnaire de la langue française d'Émile Littré, publié en 1863, définit le terme roussette comme un ancien nom du ptérope rubrical ou « rougette ». C'est-à-dire l'espèce Pteropus rubricollis, l'un des synonymes semble-t-il de la Roussette de Malaisie,.

## Physiologie, comportement et écologie
Les caractéristiques générales des roussettes sont celles des Pteropodidae, avec des nuances pour chaque espèce : voir les articles détaillés pour plus d'informations sur leur comportement ou leur physiologie respective. 
C'est la plus grande des chauves-souris : son envergure peut atteindre 1,70 mètre.
Elle vit en Asie, en Afrique et en Océanie. C'est un mammifère actif la nuit et qui vit dans les forêts tropicales. La Roussette se nourrit dans les arbres où elle se gave de fruits et opère la pollinisation, ce qui rend bien service à la végétation, à la faune et à l'homme.

## Noms vernaculaires et noms scientifiques correspondants
Liste alphabétique de noms vernaculaires attestés en français.

Note : certaines espèces ont plusieurs noms et, les classifications évoluant encore, certains noms scientifiques ont peut-être un autre synonyme valide.

### Roussette

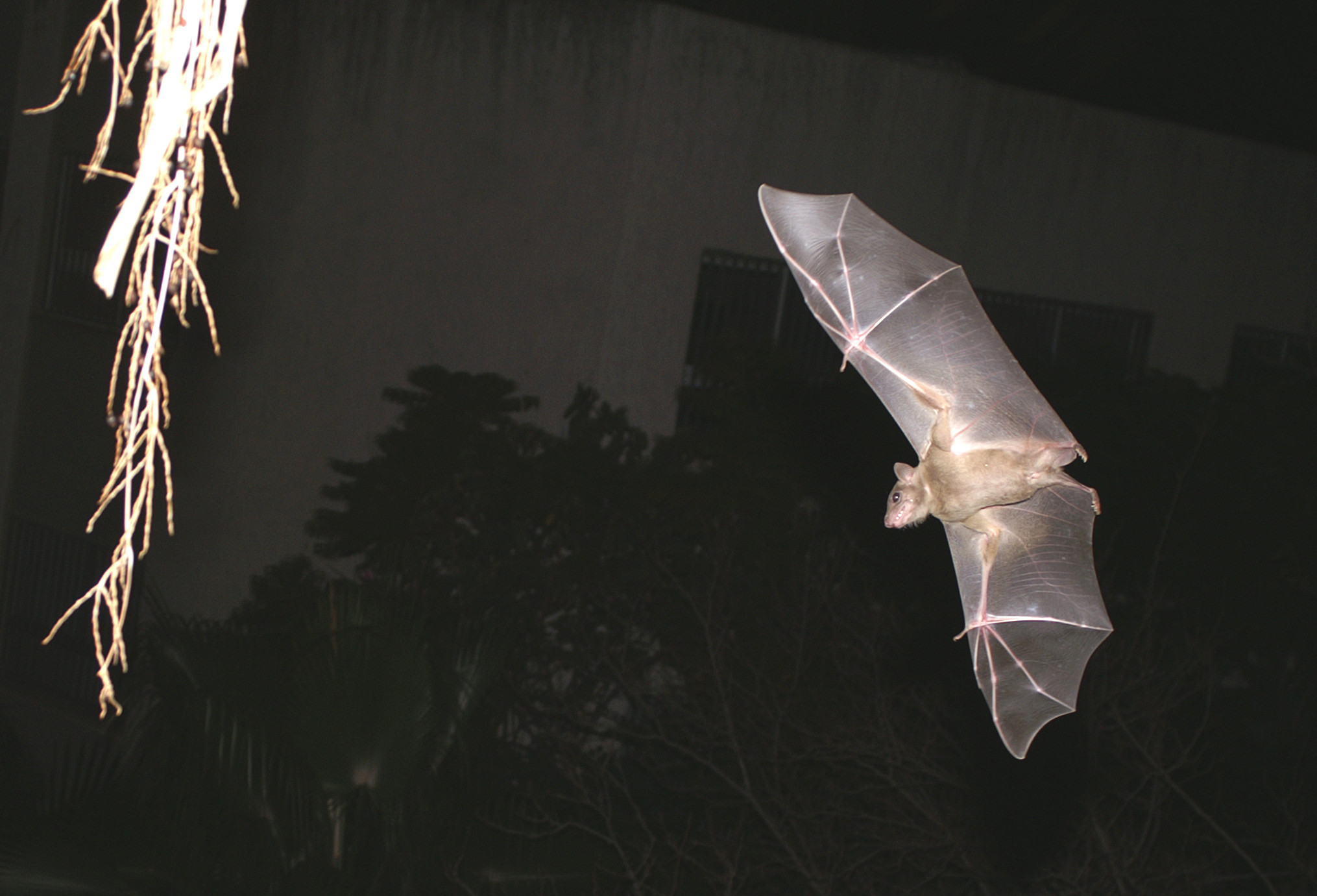
Roussette d'Égypte

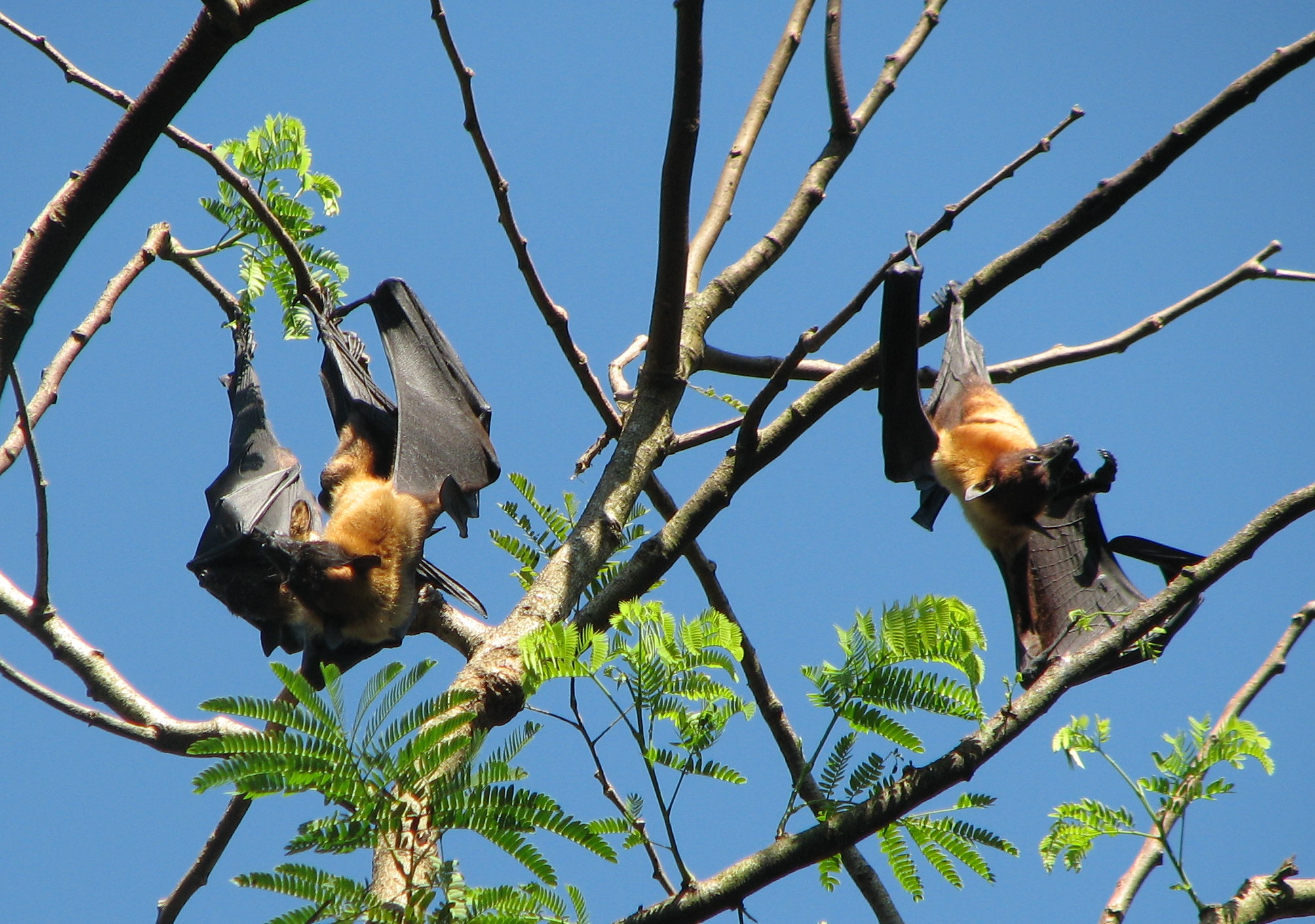
Roussette géante

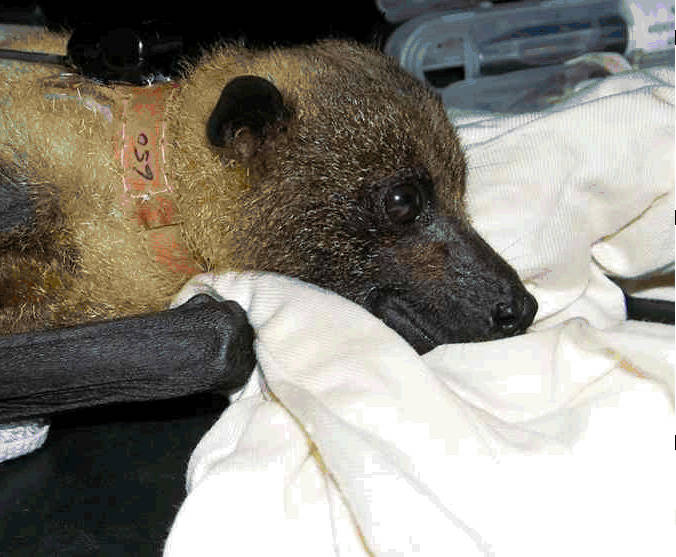
Roussette des îles Mariannes

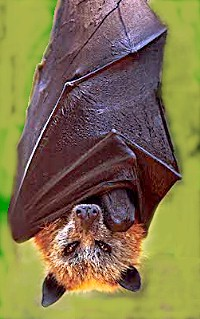
Roussette des Philippines

- Grande roussette - voir Roussette de Malaisie[8]
- Petite roussette - Pteropus hypomelanus[8]
- Roussette commune - voir Roussette de Malaisie[6]
- Roussette de Calamian - Acerodon leucotis[6]
- Petite roussette des Comores - Rousettus obliviosus[6]
- Roussette de Malaisie - Pteropus vampyrus[6]
- Roussette de Célèbes ou de Sulawesi - Acerodon celebensis
- Petite roussette de Sunda - Acerodon mackloti[6]
- Roussette rousse - Pteropus ornatus[6]
- Roussette des roches - Pteropus vetulus[6]
- Roussette à cou rouge - voir Roussette de Malaisie[6]
- Roussette d'Égypte - Roussettus aegyptiacus[8],[6]
- Roussette foncée - Pteropus subniger[6]
- Roussette géante - Pteropus giganteus[8]
- Roussette géante de l'île de Rodrigues - Pteropus rodricensis[8]
- Roussette géante de Samoa - Pteropus samoensis[8]
- Roussette de Guam - voir Roussette de l'ile Guam[6]
- Roussette de l'île Bonin - Pteropus pselaphon[6]
- Roussette de l'île Guam - Pteropus tokudae[6]
- Roussette des îles Mariannes - Pteropus mariannus[9]
- Roussette de l’île Mortlock - Pteropus phaeocephalus[9],[6]
- Roussette des îles Palaos - Pteropus pilosus[9],[6]
- Roussette de Ponape - Pteropus molossinus[9]
- Roussette de l'île de Panay - Acerodon lucifer[6]
- Roussette de l'île Percy - Pteropus brunneus[6]
- Roussette des Philippines - Acerodon jubatus[6]
- Roussette des îles Samoa - Pteropus samoensis[9]
- Roussette du Pacifique - Pteropus tonganus[9]
- Roussette des îles Truk - Pteropus insularis[9]
- Roussette jaune - voir Roussette paillée[6]
- Roussette du Kenya - Myonycteris relicta[6]
- Roussette laineuse - Rousettus lanosus[8]
- Roussette à lunettes - Pteropus conspicillatus[8]
- Roussette de Madagascar - Rousettus madagascariensis[8]
- Roussette malgache couleur paille - Eidolon dupreanum[6]
- Roussette noire - Pteropus alecto[8]
- Roussette paillée - Eidolon helvum[10],[6]
- Roussette paillée africaine - voir Roussette paillée[6]
- Roussette de Pemba - Pteropus voeltzkowi[6]
- Roussette à poil doux - voir Roussette des îles Palau[6]
- Roussette des roches - Pteropus vetulus[6]
- Roussette de Rodriguez - Pteropus rodricensis[6]
- Roussette rougeâtre - Pteropus rufus[6]
- Roussette rousse - Pteropus ornatus[6]
- Roussette de Samoa - voir Roussette des îles Samoa[6]
- Roussette des Seychelles - Pteropus seychellensis[6]
- Roussette de Talaud - Acerodon humilis[6]
- Roussette à tête cendrée - Roussette à tête grise[6]
- Roussette à tête grise - Pteropus poliocephalus[8]
- Roussette de Tonga - voir Roussette des îles Tonga[10],[6]
- Roussettes géantes - Pteropodidae spp[8]
- Roussettes paillées - Eidolon spp[6]
- Roussettes vraies - Rousettus spp[8]
- Roussette de Voeltzkow - Pteropus voeltzkowi[6].

### Renard volant
L'ignorance du nom français « Roussette » a permis à « Renard volant », traduction littérale du terme anglais Flying fox, de devenir une dénomination alternative pour tous les Ptéropodidés, mais elle n'est usuelle que pour les espèces suivantes :
- Renard volant des Philippines - Acerodon jubatus[8]
- Petit renard volant - Pteropus scapulatus[8].

## Aspects culturels
Les Roussettes sont comestibles et chassées pour cela. De nombreuses légendes les entourent, comme pour beaucoup d'autres chiroptères et autres espèces nocturnes, liées à l'animisme et au culte des ancêtres. 